# نینا (نوازنده)
نینا بولد (به انگلیسی: Nina Boldt) (زاده ۲۹ سپتامبر ۱۹۸۳) که با نام مستعار و حرفه‌ای با نام NINA شناخته می‌شود، خواننده و ترانه‌سرای آلمانی ساکن لندن و برلین است. موسیقی او تلفیقی از موسیقی پاپ، موج نو و الکترونیک است.

## دیسکوگرافی

### آلبوم‌ها
- راه رفتن در خواب (۲۰۱۸)
- سینتیان (۲۰۲۰)
- سینتیان (ریمیکس‌ها) (۲۰۲۰)

### EPs
- We Are The Wild Ones (2013)
- اشتباه من (۲۰۱۴)
- فراتر از حافظه (۲۰۱۶)
- کنترل ( شاهیر LAU) (2020)